# Тайванска брадатка
Тайванската брадатка (Megalaima nuchalis) е вид птица от семейство Брадаткови (Megalaimidae).

## Разпространение
Видът е разпространен в Китай.